# Бочейковська сільська рада
55°2′3″ пн. ш. 29°8′44″ сх. д. / 55.03417° пн. ш. 29.14556° сх. д.
Бочейковська сільська рада (біл. Бачэ́йкаўскі сельсавет) — адміністративно-територіальна одиниця у складі Бешенковицького району, Вітебської області Білорусі. Адміністративний центр сільської ради — агромістечко Бочейкове.

## Розташування
Бочейковська сільська рада розташована у північній частині Білорусі, в центральній частині Вітебської області, на захід — південний захід від обласного центру Вітебськ та районного центру Бешенковичі.
По території сільської ради, в напрямку із півдня на північ, протікає річка Улла, ліва притока Західної Двіни.

## Історія
Сільська рада була створена 20 серпня 1924 року у складі Бешенковицького району Вітебської округи (БРСР) і знаходилась там до 26 липня 1930 року. В 1930 році округа була ліквідована і рада у складі Бешенковицького району перейшла у пряме підпорядкування БРСР. З 20 лютого 1938 року, з утворенням Вітебської області, разом із Бешенковицьким районом, увійшла до її складу.

## Склад сільської ради
До складу Бочейковської сільської ради входить 24 населених пунктів:
| - Богданове — село. - Бочейкове — агромістечко. - Бицеве — село. - Висока Гора — село. - Гритьковка — село. - Грудинове — село. - Двір Нізголове — агромістечко. - Долосці — село. | - Дятлове — село. - Желєзки — село. - Жерносекове — село. - Забілля — село. - Заручів'я — село. - Клещино — село. - Німцове — село. - Нізголове — село. | - Новосілки — село. - Пригоже — село. - Промисли — село. - Совраси — село. - Селєдцове — село. - Скакуновщина — село. - Чурилове — село. - Шипули — село |